# Eumyias additus
El papamoscas gorgiestriado (Eumyias additus) es una especie de ave paseriforme en la familia Muscicapidae. Hasta 2010 se clasificaba en el género Rhinomyias.

## Distribución y hábitat
Es endémica de las selvas de la isla de Buru, en las Molucas (Indonesia).

## Estado de conservación
Se encuentra amenazada por la pérdida de su hábitat natural.